# Bottovo
Bottovo este o comună slovacă, aflată în districtul Rimavská Sobota din regiunea Banská Bystrica. Localitatea se află la altitudinea de 196 m deasupra n.m., se întinde pe o suprafață de 10,79 km2 și în 2017 număra 198 de locuitori. Se învecinează cu Širkovce și Sútor.

## Istoric
Localitatea Bottovo este atestată documentar din 1926.

## Demografie
| An:                | 1994 | 2004   | 2014   | 2024   |
| ------------------ | ---- | ------ | ------ | ------ |
| Număr de persoane: | 198  | 212    | 209    | 201    |
| Diferență:         |      | +7,07% | −1,41% | −3,82% |

| An:                | 2023 | 2024   |
| ------------------ | ---- | ------ |
| Număr de persoane: | 202  | 201    |
| Diferență:         |      | −0,49% |